# Torment: Tides of Numenera
Torment: Tides of Numenera – komputerowa gra fabularna stworzona przez inXile Entertainment i wydana przez Techland 28 lutego 2017 roku. Twórcy określają Tides of Numenera jako duchowego następcę Planescape: Torment. Gra powstała przy pomocy zbiórek fanów w serwisie Kickstarter. Projekt zebrał ponad 4,1 miliona dolarów, co było najwyższą kwotą przeznaczoną na grę komputerową.

## Rozgrywka
Gra rozpoczyna się od stworzenia postaci. Gracz może wybrać klasę Glewii (rodzaj wojownika), Szelmy (klasa mieszana) albo Nano (technomag). Podczas wędrówki istnieje możliwość przyłączenia dodatkowych postaci do drużyny. Niektóre z nich można zrekrutować dopiero po wykonaniu odpowiedniego zadania. Gracz steruje drużyną złożoną z maksymalnie czterech bohaterów. Podczas rozmowy można użyć wcześniej nauczonych zdolności np. zastraszanie w celu zdobycia dodatkowych informacji.

## Odbiór
Tides of Numenera zostało dobrze przyjęte w mediach, uzyskując w wersji na PC średnią z ocen wynoszącą 81/100 punktów wg agregatora Metacritic. Grzegorz Bobrek w swojej recenzji zauważył podobne rozwiązania fabularne w Planescape: Torment. Nieznana przeszłość głównego bohatera czy napotkane osoby, które znają kierowaną postać występują w obu produkcjach. Redaktor pochwalił spójność świata gry i jego historię. Zadania poboczne są powiązane z głównym wątkiem i stanowią jedną historię. Krytyk dobrze ocenił polski dubbing gry i w szczególności Piotra Fronczewskiego wcielającego się w narratora. Skrytykował natomiast warstwę graficzną m.in. niektóre lokacje i awatary postaci.
Maciej „Greadoit” Bisiorek, redaktor Kulturalnej Planety, nazwał Torment: Tides of Numenera „najlepszym RPG ostatnich lat” i docenił bogaty świat gry oraz fabułę.